# Cestius
Cestius war das nomen gentile eines römischen Plebejergeschlechts, der gens Cestia.
Mitglieder dieser Familie, die in Rom und Praeneste inschriftlich nachgewiesen ist, waren in der späten Republik und in der frühen Kaiserzeit politisch aktiv. Zwei bedeutende stadtrömische Baudenkmäler, der Ponte Cestio und die Cestius-Pyramide, wurden von Cestiern errichtet.

## Bekannte Namensträger der Gens
- Gaius Cestius, Prätor 44 v. Chr.
- Lucius Cestius, Prätor und Münzmeister 43 v. Chr.
- Gaius Cestius Epulo, Prätor und Erbauer der Cestius-Pyramide
- Cestius Macedonicus, princeps von Perusia 40 v. Chr.
- Gaius Cestius Gallus (Konsul 35),  römischer Senator
- Gaius Cestius Gallus (Suffektkonsul 42) († 67), römischer Senator
- Gaius Cestius Sabinus, römischer Offizier (Kaiserzeit)
- Lucius Cestius Gallus Cerrinius Iustus Lutatius Natalis, römischer Statthalter
- Numerius Cestius, Suffektkonsul 55 n. Chr.

## Andere
- Lucius Cestius Pius, asianischer Rhetor zur Zeit des Augustus